# Todos los hombres del rey (novela)
Todos los hombres del rey es una novela de 1946 de Robert Penn Warren que narra la historia del carismático gobernador populista Willie Stark y sus maquinaciones políticas en el Sur profundo de la era de la Gran Depresión. Se inspiró en la vida real del senador estadounidense Huey P. Long, asesinado en 1935. Su título proviene de la canción infantil "Humpty Dumpty".
Warren ganó el premio Pulitzer por Todos los hombres del rey en 1947. Posteriormente fue adaptada a dos películas del mismo nombre, en 1949 y 2006; la versión de 1949 ganó el Óscar a la mejor película. La novela ha recibido elogios de la crítica y se ha mantenido popular desde su primera publicación. Fue calificada como la 36ª novela más importante del siglo XX por Modern Library, y elegida como una de las 100 mejores novelas según Time. 
El libro describe el dramático y teatral ascenso político del gobernador Willie Stark, un populista cínico del sur de Estados Unidos de la década de 1930. La novela está narrada por Jack Burden, un reportero político que llega a trabajar como la mano derecha de Stark. La trayectoria de la carrera de Stark está entrelazada con la vida y las reflexiones filosóficas de Jack Burden: "la historia de Willie Stark y la historia de Jack Burden son, en cierto sentido, una sola historia".
La novela evolucionó a partir de una obra de teatro en verso que Warren comenzó a escribir en 1936 titulada Proud Flesh. Uno de los personajes de Proud Flesh se llamaba Willie Talos, en referencia al brutal personaje Talus del poema épico de finales del siglo XVI de Edmund Spenser, The Faerie Queene.
Una versión de 2002 de Todos los hombres del rey, reeditada por Noel Polk, mantiene el nombre "Willie Talos" para el Jefe como estaba escrito originalmente en el manuscrito de Warren, se la conoce como la "edición restaurada" por usar este nombre e imprimir varios pasajes eliminados de la edición original.
Warren afirmó que Todos los hombres del rey "nunca tuvo la intención de ser un libro sobre política".

## Temas
Un motivo central de la novela es que todas las acciones tienen consecuencias y que es imposible que un individuo se mantenga al margen y sea un mero observador de la vida, como intenta hacerlo Jack (primero como estudiante de posgrado que realiza una investigación histórica y luego como periodista). En la atmósfera de la década de 1930, toda la población parecía abandonar la responsabilidad y vivir indirectamente a través de figuras políticas mesiánicas como Willie Stark. Así, Stark cumple los deseos de muchos de los personajes, o parece hacerlo. Por ejemplo, su fiel guardaespaldas Sugar-Boy, que tartamudea, ama a Stark porque "el j-jefe puede hablar tan bien", y Jack Burden no puede acostarse con Anne Stanton, a quien ama, aunque Stark sí lo hace. Es en ese sentido que los personajes son "todos los hombres del rey", una línea tomada del poema Humpty Dumpty (el biógrafo de Warren, Joseph Blotner, también señala: "Al igual que Humpty Dumpty, cada uno de los personajes principales ha experimentado una caída de algún tipo"). El título se deriva del lema de Huey P. Long, cuya vida fue similar a la de Willie Stark, "Cada hombre es un rey", pero ese logro indirecto eventualmente fracasará. Jack finalmente se da cuenta de que hay que "salir de la historia hacia la historia y la terrible responsabilidad del tiempo".
La "gran contracción" (Great Twitch) es un tipo particular de nihilismo que Jack abraza durante su viaje hacia el oeste: "todas las palabras que pronunciamos no significaban nada y sólo había el pulso en la sangre y la contracción del nervio, como la anca de una rana muerta en el experimento cuando pasa la corriente eléctrica." En su camino de regreso de California, Jack lleva a un anciano que tiene un tic facial involuntario. Esta imagen se convierte para él en la metáfora que resume la idea de que "toda la vida no es más que el oscuro chorro de la sangre y la contracción del nervio".
Los acontecimientos posteriores (incluidas las trágicas muertes del gobernador Stark, el amigo de toda la vida de Jack, Adam Stanton, y el juez Irwin, el padre de Jack) convencen a Jack de que la revelación de la "gran contracción" es un paradigma insuficiente para explicar lo que ha visto de la historia. "[Él] vio que, aunque estaban condenados, [sus amigos] no tenían nada que ver con ningún destino bajo la divinidad de la gran contracción. Estaban condenados, pero vivían en la agonía de la voluntad".

## Personajes

### Willy Stark
El personaje central de Willie Stark (a menudo denominado simplemente "el Jefe") sufre una transformación radical de un abogado idealista y débil candidato a gobernador a un gobernador carismático y extraordinariamente poderoso. Para alcanzar este cargo, Stark adopta diversas formas de corrupción y construye una enorme maquinaria política basada en el clientelismo y la intimidación. Su enfoque de la política le granjea muchos enemigos en la legislatura estatal, pero no le resta atractivo popular entre muchos de sus electores, quienes responden con entusiasmo a su ardiente estilo populista.
El personaje de Stark se inspiró en la vida de Huey P. Long, exgobernador de Luisiana y senador estadounidense de ese estado a mediados de la década de 1930. Huey Long estaba en el cenit de su carrera cuando fue asesinado en 1935; apenas un año antes, Robert Penn Warren había comenzado a enseñar en la Universidad Estatal de Luisiana. Stark, al igual que Long, es asesinado a tiros por un médico en el edificio del capitolio estatal. El título del libro posiblemente proviene del lema de Long, "Cada hombre es un rey" o de su apodo, Kingfish. En su introducción a la edición de Modern Library, Warren negó que el libro deba leerse como un elogio a Huey Long o un elogio por su asesinato:

Una de las características desafortunadas de nuestro tiempo es que la recepción de una novela puede depender de su relevancia periodística. Es un poco descortés por mi parte calificar esta característica como desafortunada y discutir con ella, porque ciertamente la relevancia periodística de "Todos los hombres del rey" tuvo mucho que ver con el interés que suscitó. Mi héroe político, cuyo nombre, al final, era Willie Stark, fue rápidamente identificado con el difunto senador Huey P. Long.

Esta ecuación llevó, en diferentes sectores, a interpretaciones bastante contradictorias de la novela. Por un lado, hubo quienes consideraron que se trataba de una biografía no tan encubierta y una apología del senador Long, y que el autor era nada menos que un vil subordinado del gran hombre. Realmente no hay nada que responder a esta inocente obstinación o a esta histeria evangelística. Como se dice que dijo Louis Armstrong, hay algunas personas que, si no lo saben, no puedes decírselo... Pero, por otro lado, hubo quienes llevaron la cosa a ser una conmovedora declaración de principios democráticos y un panfleto para el asesinato de dictadores. Este punto de vista, aunque algo más compatible con mis puntos de vista políticos personales, era casi tan equivocado. Para bien o para mal, Willie Stark no era Huey Long. Willie [Stark] era solo él mismo....

[L]a diferencia entre la persona Huey P. Long y la ficción Willie Stark, puede indicarse por el hecho de que en la obra en verso [Proud Flesh] el nombre del político era Talos – el nombre del el brutal y de ojos vacíos "novio de hierro" de Fairie Queene (Fairie Queene) de Spenser, el despiadado sirviente del caballero de la justicia. Mi concepción se hizo más amplia, pero ese elemento siempre permaneció, y Willie Stark siguió siendo, en cierto modo, Willie Talos. En otras palabras, Talos es el tipo de perdición que la democracia puede provocar. El libro, sin embargo, nunca tuvo la intención de ser un libro sobre política. La política simplemente proporcionó a la historia el marco en el que las preocupaciones más profundas, cualquiera que sea su significado final, podrían resolverse por sí solas.

### Jack Burden
Jack Burden es el narrador de la novela, ex estudiante de historia, columnista de un periódico y asistente personal del gobernador Willie Stark.
Su narrativa está impulsada en parte por una fascinación por el misterio del personaje de Stark, e igualmente por su lucha por descubrir algún principio subyacente que dé sentido a todo lo que ha sucedido. Al narrar la historia, Jack mezcla su historia personal con la historia política del Gobernador Stark.

### Ana Stanton
Anne es la novia de la infancia de Jack Burden y la hija del predecesor político de Willie Stark, el gobernador Stanton. Muchos de los pasajes de la novela que relatan la historia de la vida de Jack giran en torno a recuerdos de su relación con Anne. Como muchos de los amigos de Jack, Anne desaprueba a Willie Stark. Sin embargo, tras una devastadora revelación sobre uno de los fallos morales de su padre, ella tiene una aventura con Stark.

### Adam Stanton
Adam es un médico de gran éxito, hermano de Anne Stanton y amigo de la infancia de Jack Burden. Jack llega a ver a Adam Stanton como el polo opuesto del gobernador Stark, llamando a Adam "el hombre de ideas" y a Stark "el hombre de hechos". En otra parte, describe la motivación central de Adán como una profunda necesidad de "hacer el bien". El gobernador Stark invita a Adam a ser director de su proyecto favorito, un nuevo hospital y centro médico. Inicialmente, la posición le parece repugnante a Adam debido a su repulsión hacia la política de Stark, pero Jack y Anne finalmente lo persuaden para que acepte la invitación, esencialmente eliminando su autoridad moral. La sensación de violación de Adam como resultado de su enredo con el gobernador Stark resulta violentamente trágica cuando el vicegobernador Tiny Duffy le informa que Stark se ha estado acostando con su hermana. Adam le dice a Anne que "no le pagarían como proxeneta de la puta de su hermana". Con su orgullo destrozado, Adam encuentra al gobernador en el edificio del capitolio y le dispara.

### Irwin
El juez Irwin es un anciano a quien Jack conoce desde la infancia, un hombre que es esencialmente una figura paterna para él. Willie Stark le asigna a Jack la tarea de investigar el pasado de Irwin para encontrar algo con lo que Irwin pueda ser chantajeado. Jack investiga a fondo y encuentra lo que busca: un incidente hace muchos años cuando el juez Irwin aceptó un soborno para desestimar una demanda contra una compañía de combustible, lo que resultó en la destrucción personal de un hombre llamado Mortimer Littlepaugh. Jack le presenta las pruebas incriminatorias a Irwin y, antes de que tenga la oportunidad de usarlas en su contra, Irwin se suicida. Sólo en este momento Jack se entera por su madre que Irwin era su padre.

### Cass Mastern
Uno de los primeros grandes proyectos de investigación histórica de Jack Burden gira en torno a la vida de un antepasado colateral del siglo XIX, Cass Mastern, un hombre de altos estándares morales y estudiante del Transylvania College en Kentucky. La historia de Cass, tal como se revela a través de sus diarios y cartas, trata esencialmente sobre una sola traición a un amigo que parece extenderse infinitamente hacia afuera con consecuencias negativas para muchas personas. Al estudiar este fragmento de la historia de la época de la Guerra Civil, Jack comienza a sospechar (pero aún no se atreve a aceptar) la idea de que cada evento tiene implicaciones imprevistas e incognoscibles, y que todas las acciones y todas las personas están conectadas con otras acciones y otras personas. Jack sugiere que una de las razones por las que no pudo completar su disertación sobre la vida de Cass es que tal vez "tenía miedo de comprender que, por lo que podría entenderse, se le reprochaba".

## Adaptaciones cinematográficas y teatrales
Además de la primera versión de la obra en verso Proud Flesh, Robert Penn Warren escribió varias adaptaciones teatrales de Todos los hombres del rey, una de ellas en estrecha colaboración con el famoso director de teatro alemán Erwin Piscator en 1947.
La historia fue adaptada para radio por NBC University Theatre y transmitida en enero de 1949. Wayne Morris interpretó a Jack Burden, con Paul Frees como Willie Stark.
Todos los hombres del rey, una película basada en la novela de Warren, se estrenó varios meses después, en 1949. La película ganó tres premios Oscar ese año: Mejor Película, Mejor Actor (Broderick Crawford) y Mejor Actriz de Reparto (Mercedes McCambridge).  La película también fue nominada a cuatro categorías más.  En 2001, la Biblioteca del Congreso de los Estados Unidos consideró la película "culturalmente significativa" y la seleccionó para su conservación en el Registro Nacional de Películas. Se destaca, sin embargo, por desviarse significativamente de la trama de la novela.
El Kraft Television Theatre de la cadena NBC transmitió una versión televisiva de Todos los hombres del rey en mayo de 1958. Esta adaptación fue dirigida por Sidney Lumet y protagonizada por Neville Brand como Willie Stark.
Una adaptación televisiva soviética titulada Vsya Korolevskaya Rat fue producida en 1971 por la televisión bielorrusa. Estaba protagonizada por Georgiy Zhzhonov (Willie Stark), Mijaíl Kozakov (Jack Burden), Alla Demidova (Anne), Oleg Yefremov (Adam), Rostislav Plyatt (Irwin), Lev Durov (Sugar Boy). Inicialmente, Pavel Luspekayev interpretó a Willie Stark, pero en ese momento estaba gravemente enfermo y murió de disección aórtica solo después de completar el 30% del rodaje, por lo que el director de la película pidió a Georgiy Zhzhonov que sustituyera el papel vacante.
Otra versión cinematográfica fue producida en 2006 por el escritor y director Steven Zaillian, quien quería seguir más fielmente la versión de Warren de la historia que la película original. Sin embargo, fue una decepción crítica y comercial.
El compositor estadounidense Carlisle Floyd adaptó la novela como una gran ópera de larga duración titulada Willie Stark, encargada y estrenada por la Gran Ópera de Houston en 1981.  La ópera fue readaptada en 2007 por la Ópera de la Universidad Estatal de Luisiana. El compositor visitó la universidad y asesoró sobre la producción.  La producción fue grabada y lanzada en DVD, por Newport Classic. Un video fue dirigido en 2008 por Lawrence Kraman
Adrián Hall adaptó y dirigió una versión teatral de la novela en Trinity Repertory Company en Providence, Rhode Island, en abril de 1987. Esta adaptación se ha representado en Trinity y otras compañías de teatro desde entonces.

## Recepción de la crítica
La respuesta contemporánea a la novela fue en gran medida positiva.
Escribiendo en New Republic, George Mayberry escribió que la novela estaba "en la tradición de muchos clásicos", comparándola favorablemente con Moby-Dick, The Sun Also Rises y The Great Gatsby. "La única cualidad que abarca estos variados libros", escribió, "es el uso de todos los recursos del idioma americano para registrar con imaginación e inteligencia un aspecto significativo de nuestra vida". Terminó la reseña diciendo: "En conjunto, es la mejor novela estadounidense en más años de los que a uno le gustaría recordar".
Orville Prescott en New York Times Book Review, elogió la energía del libro y escribió que "no es una gran novela ni una obra de arte completamente terminada. Es tan accidentado y desigual como un camino de pana, algo indeciso y confuso en su enfoque de los problemas vitales y no siempre convincente. Sin embargo, Todos los hombres del rey, de Robert Penn Warren, es una lectura magníficamente vital, un libro tan cargado de tensión dramática que casi crepita con chispas azules, un libro tan empapado de emoción feroz, ritmo narrativo e imágenes poéticas que su estatura como 'libro de lectura', como lo llamarían algunos de sus personajes, eclipsa la de la mayoría de las publicaciones actuales".
A pesar de las críticas positivas, en 1974, Todos los hombres del rey fue cuestionado en las bibliotecas de las escuelas secundarias del Distrito Escolar Independiente de Dallas, Texas, por representar una "visión deprimente de la vida" y "situaciones inmorales".

## Premios
La novela de Robert Penn Warren fue la ganadora del Premio Pulitzer en 1947.

## Otras lecturas
- Cullick, Jonathan S. Robert Penn Warren's Todos los hombres del rey: A Reader's Companion (2018).
- Garrison, Justin D. "'The Agony of Will': Political Morality in Robert Penn Warren's Todos los hombres del rey". American Political Thought 5.4 (2016): 604–627.
- Meckier, Jerome. "Burden's Complaint: The Disintegrated Personality as Theme and Style in Robert Penn Warren's 'All The King's Men'". Studies in the Novel (1970) 2.1 pp: 7–21. online
- Tibbetts, John C., and James M. Welsh, eds. The Encyclopedia of Novels Into Film (2nd ed. 2005) pp 12–14.
- Vauthier, Simone. "The Case of the Vanishing Narratee: An Inquiry into 'Todos los hombres del rey'" Southern Literary Journal (1974): 42–69. Online